# ×Celmearia
× Celmearia là một chi thực vật có hoa trong họ Cúc (Asteraceae).

## Loài
Chi × Celmearia gồm các loài: